# Gartenhaus Ackerstraße 7
Das Gartenhaus Ackerstraße 7, auch als Das Schlösschen bezeichnet, war ein Wohnhaus in Magdeburg im heutigen Sachsen-Anhalt. Das nicht mehr erhaltene Gebäude galt als Baudenkmal.

## Lage
Es befand sich auf der Südseite der Ackerstraße im heutigen Stadtteil Leipziger Straße.

## Architektur und Geschichte
Das in Fachwerkbauweise errichtete Haus war als Wohnhaus eines Bauernhofs entstanden und gehörte zu Sudenburg. 1811 erwarb Marie Christiane Lömpcke das Grundstück, wofür, auf Grund der Lage im Festungsbereich der Festung Magdeburg eine Genehmigung von König Jérôme Bonaparte erforderlich war. Im Jahr 1812, andere Angaben nennen das Jahr 1810, ließ die Witwe das Gebäude samt Wirtschaftsgebäude für ihre zwei Söhne ausbauen. Dabei wurde das Gebäudeinnere verändert und in den östlichen Giebel ein etwas vorspringender achteckiger Turm eingefügt. Im Erdgeschoss verfügte der Turm über eine Veranda, im Obergeschoss über einen Saal. Dem Saal war ein auf zwei Säulen ruhender Balkon vorgelagert, der durch eine Flügeltür betretbar war. Der Turm war mit einer geschweiften, mit Kupfer gedeckten Haube bekrönt. Auf drei Seiten war die breite Haube mit Lukarnen besetzt. Auf dem südlich liegenden Hof schuf sie eine Zichoriendarre, die erste Anlage dieser Art in Sudenburg. Auf der Nord- und Ostseite des Anwesens befand sich ein Park. Neben Obstbäumen und Kastanien befanden sich Buchsbäume und Rosen in der Anlage.
Nach dem Tode Lömpckes im Jahr 1818 gehört das Grundstück jeweils hälftig ihren beiden Söhnen Wilhelm und Carl Friedrich. Der ältere Bruder Wilhelm, verheiratet mit einer geborenen Fölsche, wohnte dann bei seinen eine Zuckerfabrik betreibenden Schwiegereltern im Bereich des heutigen Grundstücks Halberstädter Straße 26a. Carl Friedrich Lömpcke wurde in der Zeit um 1830 Bürgermeister Sudenburgs und richtete im Wirtschaftsgebäude des Anwesens die erste Bürgermeisterei Sudenburgs ein. Er verstarb 1851. Das Anwesen wurde von seiner Nichte Caroline Schultze, geborene Lömpcke, übernommen. Sie führte Umbauten durch und die Bürgermeisterei wurde verlegt. Es folgten mehrere weitere Umbauten der Villa im Empirestil.

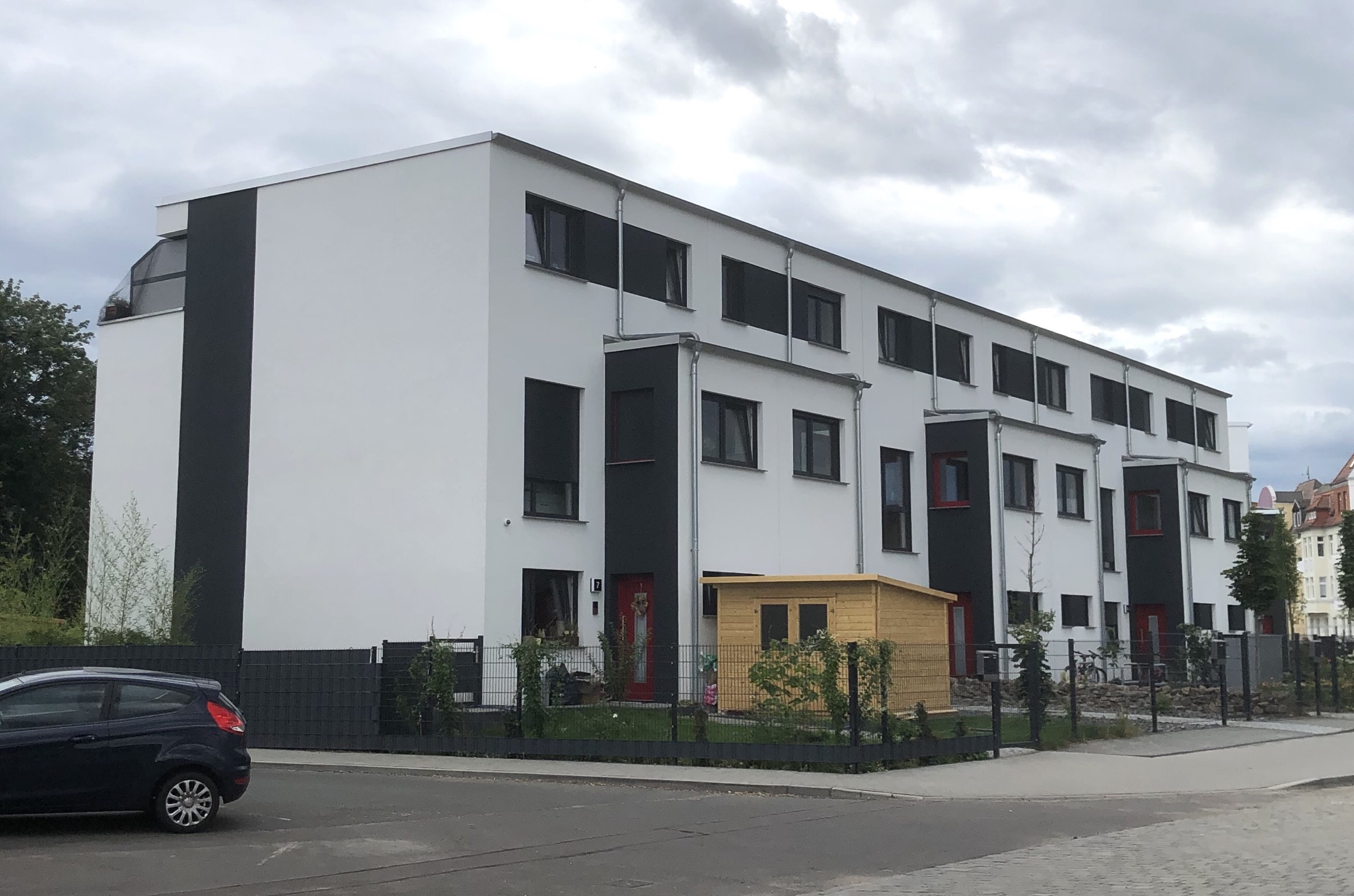
Moderne Bebauung, 2020

Zumindest im 20. Jahrhundert war das Gebäude nicht mehr Teil eines Bauernhofs, sondern wurde als Gartenhaus geführt. Auch Stall- und Wirtschaftsgebäude waren noch vorhanden, dienten jedoch anderen Zwecken. Das Grundstück wurde nach und nach verkleinert. In den 1960er Jahren entstanden auf dem Gelände auch Garagen. Das Gebäude galt als das letzte seiner Art in dem ursprünglich von solchen Bauernhäusern geprägten Gebiet. Noch 1961 wird es als Baudenkmal bezeichnet. Die tatsächliche Eintragung als denkmalgeschützt erfolgte 1964. Die Erben des Hauses ließen das Anwesen jedoch verfallen, da Mittel zur Erhaltung fehlten. In der Mitte der 1970er Jahre wurde es im Zuge einer Feuerwehrübung abgerissen. Es galt als das älteste erhaltene Haus Sudenburgs.
Heute (Stand 2020) ist das Grundstück zur Straße hin mit modernen Wohngebäuden bebaut, während der Gartenbereich unbebaut ist.